# Tabrīzak
Tabrīzak (persiska: طَرويزَك, تبريزك, Ţarvīzak) är en ort i Iran.   Den ligger i provinsen Qazvin, i den nordvästra delen av landet, 160 km väster om huvudstaden Teheran. Tabrīzak ligger 1 376 meter över havet och antalet invånare är 994.
Terrängen runt Tabrīzak är huvudsakligen platt, men söderut är den kuperad.Runt Tabrīzak är det ganska glesbefolkat, med 29 invånare per kvadratkilometer. Närmaste större samhälle är Dānesfahān, 13,6 km öster om Tabrīzak. Trakten runt Tabrīzak består i huvudsak av gräsmarker.